# Siennica Różana
Siennica Różana este o arie protejată (sit de importanță comunitară — SCI) din Polonia întinsă pe o suprafață de 183,16 ha, integral pe uscat.

## Localizare
Centrul sitului Siennica Różana este situat la coordonatele 51°02′47″N 23°25′29″E / 51.0464°N 23.4247°E.

## Înființare
Situl Siennica Różana a fost declarat sit de importanță comunitară în octombrie 2009 pentru a proteja 1 specie de animale.

## Biodiversitate
Situată în ecoregiunea continentală, aria protejată conține 1 habitat natural: Păduri de stejar și carpen Galio-Carpinetum.
La baza desemnării sitului se află o specie protejată de  nevertebrate: rădașcă (Lucanus cervus).